# Markt Berolzheim
Markt Berolzheim là một đô thị ở huyện Weißenburg-Gunzenhausen, bang Bayern, Đức.